# Stella Müller-Madej
Stella Müller-Madej (* 5. Februar 1930 in Krakau; † 29. Januar 2013) war eine jüdische Zeitzeugin der Shoah. Über ihre Rettung durch Schindlers Liste hat sie ein Buch veröffentlicht.

## Leben
Stella Müller wurde als Tochter von Zygmunt Müller (1902–1982) und Berta Bleiweis (1905–1985) in eine wohlhabende jüdische Familie in Krakau geboren. Bei Kriegsausbruch war sie neun Jahre alt. 1941 wurde sie mit ihrer Familie im Ghetto Krakau eingeschlossen und von dort 1942 in das Lager Plaszow deportiert.
Im Oktober 1944, im Alter von 14 Jahren, wurde Stella nach Auschwitz deportiert („Häftlingsnr. 76 372“). Dank der Anstrengungen ihres Onkels Zygmunt Grünberg (1896–1945) wurden sie und ihre Familie in Oskar Schindlers Liste kriegswichtiger Arbeiter aufgenommen und gemeinsam mit anderen Gefangenen in dessen Deutsche Emailwarenfabrik (DEF) im böhmischen Brünnlitz entsandt, wo sie als Dreher arbeitete. Aufgeführt war sie als:
[Liste:] 1  [Zeile:] 169  [Religion:] Ju. [Nationalität:] Po. [Häftlingsnummer:] 76372 MULLER Stella 5.2.28 Metallarbeiterin
In Brünnlitz wurde sie am 8. Mai 1945 von sowjetischen Truppen befreit. Lange nach ihrer Befreiung hatte Stella große Probleme, in ein „normales Leben“ zurückzufinden, auch hatte sie mit gesundheitlichen Problemen insbesondere an der Wirbelsäule zu kämpfen, die auf Misshandlungen zurückzuführen sind; man hatte ihr im Lager mehrere Knochen gebrochen, insgesamt fünf Operationen waren nötig, um sie einigermaßen wiederherzustellen.
Sie heiratete 1954 und 1968 ein zweites Mal. Einige Jahre verbrachte sie in den Vereinigten Staaten, entschied sich aber später, nach Polen zurückzukehren, um bei ihren Eltern zu sein.
Ihre Erlebnisse hat sie in einem Buch erzählt, das 1994 erschien und in neun Sprachen übersetzt worden ist. Ihre Autobiografie ist eines der wenigen authentischen Zeugnisse über Schindler und das einzige autobiografische Werk eines von ihm geretteten Juden.
Stella Müller-Madej lebte und arbeitete zuletzt im Podhale, wo sie zusammen mit ihrem Mann ein kleines Hotel leitete.

## Zitat
„Wir waren überrascht über jede einzelne Stunde, die wir überlebten, denn wir wussten alle, dass wir zum Tode verurteilt sind, sei es durch Vergasung, sei es durch Erschießung. Wir hatten einfach keine Lebensberechtigung.“

„Das biologische Leben verdanke ich meinen Eltern, das zweite Leben ist mir gegeben von Oskar Schindler.“

## Publikation
- Oczami dziecka, in Polen 1991 bei einem privaten Verlag (in Krakau) und 1994 bei einem staatlichen Verlag erschienen[2]
  - deutsche Übersetzung: Das Mädchen von der Schindler-Liste. Aufzeichnungen einer KZ-Überlebenden, Ölbaum Verlag, Augsburg 1994, ISBN 3-927217-19-0